# Livre d'Asker
 (août 2022).
Le Livre d'Asker (azéri : Kitabi-Əsgəriyyə) est l'histoire du scientifique et enlumineur azerbaïdjanais Abbasgoulou Bakikhanov, écrite en 1837. Il s'agit du deuxième ouvrage en prose de Bakikhanov. L'histoire raconte l'amour mutuel d'un garçon et d'une fille persécutés par un environnement fanatique. Dans l'histoire du Livre d'Asker, Bakikhanov a parlé de la liberté de l'amour et des préjugés opposés.
Le Livre d'Asker a été publié en 1861 à Saint-Pétersbourg, dans le Manuel de la langue tatare-azerbaïdjanaise compilé par Mirza Abulhasan bey Vazirov. Dans cette édition, l'auteur a publié le Livre d'Asker, en simplifiant et en faisant parfois des abréviations. Le texte critique du manuscrit, trouvé dans la ville de Quba dans la mosquée d'Ardebil et envoyé au fonds des manuscrits de l'Institut de langue et de littérature du nom de Nizami, à Bakou, a été publié en 1946 dans le premier volume des publications de l'institut.